# Jeroni de Praga
Jeroni de Praga (Praga, República Txeca; 1360 – Constança, Alemanya i mort el 30 de maig de 1416) va ser predicador bohemi, seguidor de John Wycliffe i defensor de la tesi de Jan Hus.
En la seua joventut va conèixer Hus en la Universitat de Praga. Va estudiar en la Universitat d'Oxford, Anglaterra, on va conèixer la doctrina de Wycliffe, la qual va dur a Bohèmia.
Va defensar la tesi husita en diferents llocs d'Europa, per a finalment presentar-se al costat de Hus davant el concili de Constança en Alemanya, on ambdós van ser condemnats a la foguera per heretgia.